# Reinhold Ebertin
Reinhold Ebertin, né le 16 février 1901 et mort le 14 mars 1988, est un astrologue allemand.

## Vie et œuvre
La mère de Reinhold Ebertin, Frau Elsbeth Ebertin (en) (1880-1944), était elle-même astrologue ; depuis 1917, elle a rédigé un almanach prophétique, Ein Blick in die Zukunft (Un regard dans l'avenir), almanach par lequel, grâce à son habileté publicitaire, elle a véritablement éveillé l'intérêt populaire de l'Allemagne pour l'astrologie.
Reinhold Ebertin a quant à lui fondé une maison d'édition à Aalen (Wurtemberg), ville où, depuis 1948, il a organisé des congrès annuels, dont il rendait compte dans son Kosmobiologisches Jahrbuch. Bien que le terme Kosmobiologie ait été précédemment employé par le Dr Friedrich Feerhow et le statisticien suisse Karl Ernst Krafft (de) dans un sens plus général «pour désigner cette branche de l'astrologie travaillant sur des bases scientifiques et ancrée aux sciences naturelles», le terme cosmobiologie fait maintenant le plus souvent référence à l'école d'astrologie fondée par Ebertin.
Ebertin rejette la croyance aveugle au fatalisme astral. « Pour lui, le facteur cosmique n'est qu'un facteur parmi d'autres, tout aussi importants, tels le patrimoine héréditaire, le milieu, l'éducation, etc. ».  
Depuis la mort de Reinhold Ebertin, son fils, Baldur Ebertin, lui a succédé en tant que chef de file de la cosmobiologie.